# حوزه انتخابیه بیست‌وپنجم کالیفرنیا
حوزه انتخابیه بیست‌وپنجم کالیفرنیا یک حوزه انتخابیه مجلس نمایندگان آمریکا است که در ایالت کالیفرنیا قرار دارد.